# Andrei Balashov
Andrey Vasilyevich Balashov (São Petersburgo, 22 de março de 1946 – 21 de outubro de 2009) foi um velejador soviético. medalhista de prata e bronze olímpico na classe finn.

## Carreira
Andrei Balashov representou seu país nos Jogos Olímpicos de 1976 e 1980, na qual conquistou medalha de prata na classe finn em 1976, e bronze em 1980.